# Моргенштерн, Лина
Лина Моргенштерн (нем. Lina Morgenstern, урождённая Бауэр; 1830—1909) — немецкая писательница, журналист, редактор, педагог и общественный деятель.

## Биография
Лина Бауэр родилась 25 ноября 1830 года в Германии в городе Бреслау (ныне Вроцлав, Польша). В детстве она брала уроки еврейской религии у Авраама Гейгера.

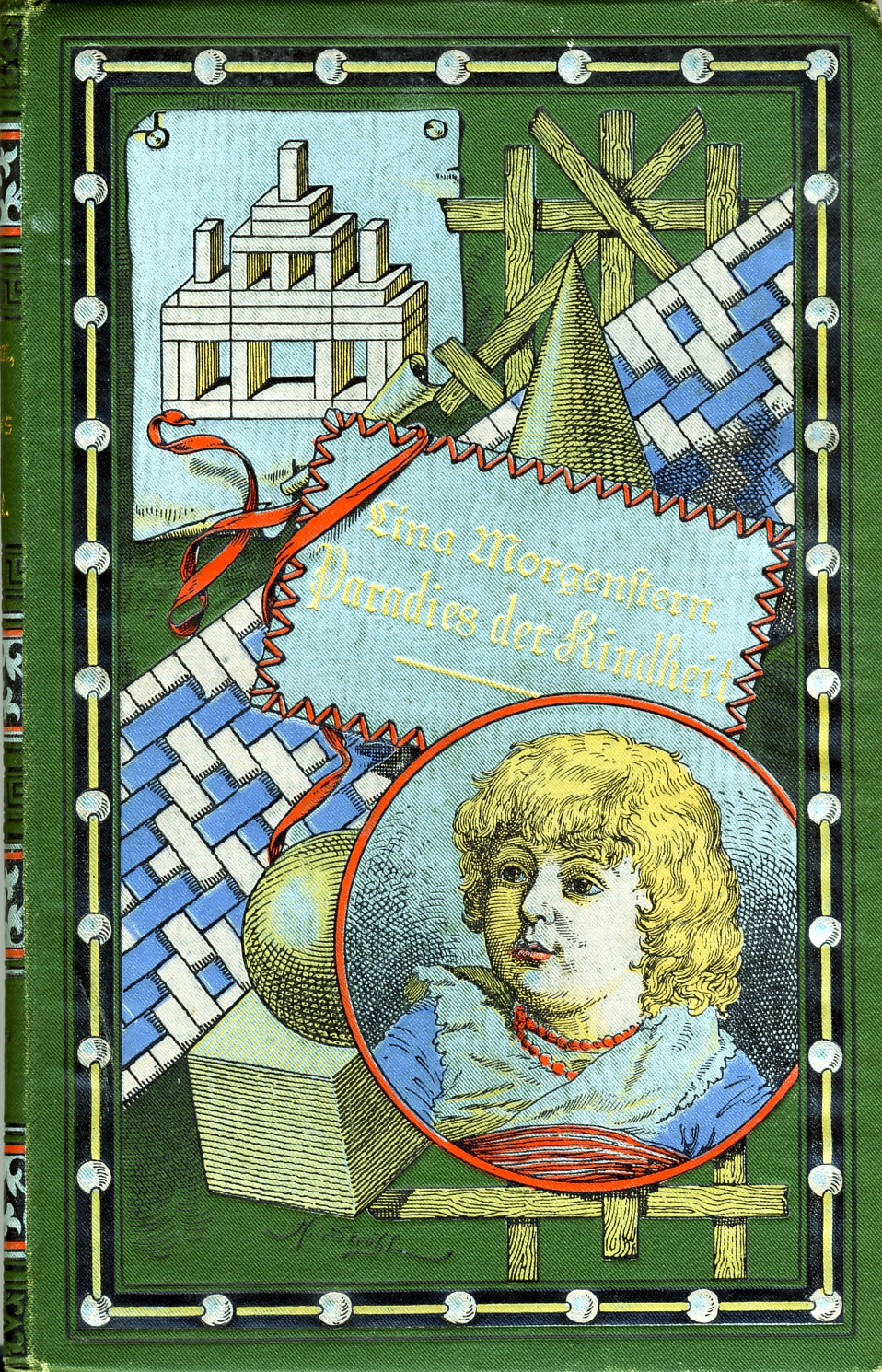
«Paradies der Kindheit»

Мартовская революция 1848 года побудила семнадцатилетнюю девушку заняться политическими и социальными вопросами, и вскоре она, благодаря ряду блестящих публикаций в немецкой прессе, несмотря на юный возраст, приобрела имя отзывчивой и вдумчивой писательницы.
В 1854 году Лина Бауэр вышла замуж за купца из Калиша Теодора Моргенштерна и взяла его фамилию. Когда у последнего возникли финансовые трудности, Лина вынужденно занялась написанием детских книжек, чтобы прокормить семью.
С основанием в городе Берлине в 1859 году Фрёбелевского общества Л. Моргенштерн сделалась виднейшим членом его комитета, а в 1860 году издала «Das Paradies der Kindheit», первый немецкий учебник по методу основателя организации Фридриха Фрёбеля.
Став во главе женского движения, Лина Моргенштерн, помимо работ по педагогике и рассказов для взрослых и детей, основала в Берлине восемь детских садов, академию для научного образования женщин, сельскохозяйственную школу, курсы домашней медицины, кустарно-промышленную школу и ряд других воспитательных учреждений, положила начало устройству периодических собраний работниц, а также матерей.
С началом Австро-прусско-итальянской войны 1866 года Лина Моргенштерн стала посвящать свою деятельность устройству столовых для бедных. Одновременно с этим ею были организованы ферейны для защиты детей от эксплуатации, для борьбы с дороговизной жизни, союзы промышленной и домашней прислуги и т.п. Все, что вызывалось к жизни ею, было проникнуто принципами широкого либерализма и гуманизма. 

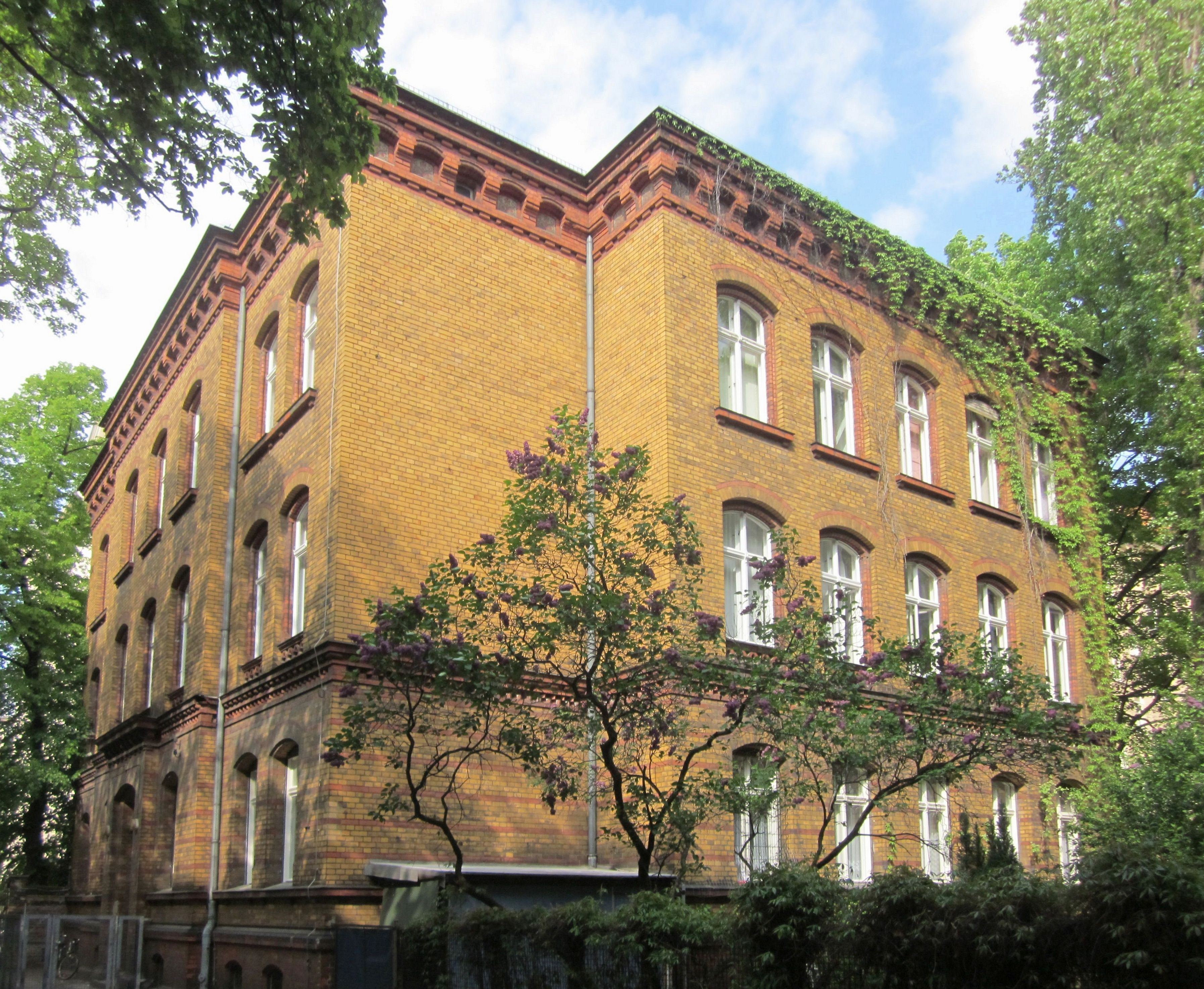
Школа имени Лины Моргенштерн (Берлин)

С 1874 года Моргенштерн стала редактировать «Deutsche Hausfrauenzeitung», с 1885 года и «Allgem. Frauenkalender», а с 1889 года и ежемесячник «Für junge Mädchen».
С 1890-х годов началась её активная деятельность в качестве поборницы идеи прочного европейского мира; в 1895 году Лина Моргенштерн была избрана вице-председательницей «Alliance des femmes pour la Paix».
В 1896 году Моргенштерн созвала в столице Германии первый интернациональный женский конгресс, на котором присутствовало около 1800 делегаток со всех сторон света.
Наряду с практической деятельностью шла и литературная её работа, направленная преимущественно к разработке женского вопроса и воспитания.
Лина Моргенштерн умерла 16 декабря 1909 года в городе Берлине и была похоронена на местном еврейском кладбище.

## Избранная библиография
- Frauen des 19 Jahrhund., 1888, 3 тома с богатыми иллюстрациями;
- Friedrich Fröbel’s Leben und Wirken, 1882;
- Die Frauenarbeit in Deutschland, 1893.